# Elezioni parlamentari in Germania del maggio 1924
Le elezioni parlamentari  tedesche del maggio 1924 furono le terze consultazioni politiche nazionali della Repubblica di Weimar e si tennero il 4 maggio. Quando si conclusero, partirono i preparativi per l'inizio della seconda legislatura del Reichstag.
L'affluenza alle urne fu del 77.4%. Per la prima volta si presentarono i nazisti che, uniti al Partito Popolare Tedesco della Libertà (DVFP), ottennero il 6,5% dei voti e 32 seggi.
Le urne sentenziarono le divisioni e le spaccature presenti in Germania: il socialdemocratico Friedrich Ebert mantenne la carica di presidente (che anzi gli venne prorogata di due anni), ma lo fece a costo di alleanze fragili ed eterogenee che lo costrinsero ad indire nuove elezioni nel dicembre dello stesso anno.

## Risultati
| Partito | Partito                                                   | Voti (%) | Voti       | Seggi | Differenza (%) | /       |
| ------- | --------------------------------------------------------- | -------- | ---------- | ----- | -------------- | ------- |
|         | Partito Socialdemocratico di Germania (SPD)               | 20,5     | 6.008.905  | 100   | 1,2            | 2       |
|         | Partito Popolare Nazionale Tedesco (DNVP)                 | 19,5     | 5.696.475  | 95    | 4,4            | 24      |
|         | Partito di Centro Tedesco (DZP)                           | 13,4     | 3.914.379  | 65    | 0,2            | 1       |
|         | Partito Comunista di Germania (KPD)                       | 12,6     | 3.693.280  | 62    | 10,5           | 58      |
|         | Partito Popolare Tedesco (DVP)                            | 9,2      | 2.694.381  | 45    | 4,7            | 20      |
|         | Movimento Nazionalsocialista della Libertà (NSFP)         | 6,5      | 1.918.329  | 32    | -              | -       |
|         | Partito Democratico Tedesco (DDP)                         | 5,7      | 1.655.129  | 28    | 2,6            | 11      |
|         | Partito Popolare Bavarese (BVP)                           | 3,2      | 946.648    | 16    | 1,2            | 5       |
|         | Lega Agraria (Landbund)                                   | 2,0      | 574.939    | 10    | -              | -       |
|         | Partito della Classe Media Tedesca (WP)                   | 1,7      | 500.820    | 7     | -              | -       |
|         | Partito Tedesco-Hannoveriano (DHP)                        | 1,1      | 319.792    | 5     | Stabile        | Stabile |
|         | Partito Sociale Tedesco (DSP)                             | 1,1      | 333.427    | 4     | -              | -       |
|         | Partito dei Contadini Bavarese (BB)                       | 0,7      | 192.786    | 3     | 0.1            | 1       |
|         | Partito Socialdemocratico Indipendente di Germania (USPD) | 0,8      | 235.145    | -     | 17.1           | 84      |
|         | Altri                                                     | 1,9      | 597.363    | -     |                |         |
| Totale  | Totale                                                    | 100,00   | 29.281.798 | 472   |                | 21      |